# Titus Vinius
Titus Vinius (* 21/22; † 15. Januar 69 in Rom) war ein römischer Politiker und Senator im 1. Jahrhundert n. Chr.
Als Militärtribun soll Vinius um 39 in Pannonien Ehebruch mit Cornelia, der Gattin des Statthalters Gaius Calvisius Sabinus, begangen haben. Trotzdem erlangte er die Quästur, Prätur und ein Legionskommando. In der Gunst des Kaisers Claudius stehend, wurde Vinius unter Kaiser Nero Prokonsul der Provinz Gallia Narbonensis. Als Vinius später Legionskommandant in Hispania Tarraconensis unter dem Statthalter Galba war, riet er diesem, sich zum Kaiser ausrufen zu lassen.  Vinius zog mit Galba im Jahr 68 nach Rom, wo er auf Galba großen Einfluss ausübte. Durch Vinius’ Intervention wurde der Prätorianerpräfekt Tigellinus nicht getötet. Vinius trat vergeblich für die Adoption Othos durch Galba und erfolgreich für die Ernennung des Vitellius zum Statthalter von Germanien ein.
Im Jahr 69 wurde Vinius zusammen mit Galba Konsul. Die unerwartete Adoption des Lucius Calpurnius Piso Frugi Licinianus schuf eine Entfremdung zwischen Vinius und Galba. Als Otho am 15. Januar losschlug, riet Vinius, auf dem Palatin zu bleiben. Galba begab sich jedoch auf das Forum; dort wurden Galba und Vinius niedergemacht.